# Fauna da Nova Guiné

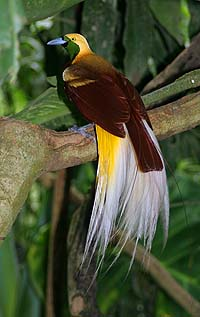
Uma ave-do-paraíso (Paradisaea minor).

A fauna da Nova Guiné compreende um largo número de mamíferos, répteis, aves, peixes, invertebrados e anfíbios.
Como é a maior ilha tropical do mundo, ocupando 0,5% da superfície terrestre mundial, ainda suporta uma elevada percentagem da biodiversidade global. Cerca de 4 642 espécies de vertebrados habitam a ilha de Nova Guiné e as suas águas circundantes, que constituí 8% dos vertebrados mundiais reconhecidos. Isto engloba 4% dos lagartos e dos mamíferos do mundo, sendo 10% dos peixes do mundo.
O número de espécies globais e espécies de invertebrados da Nova Guiné são pouco conhecidas e, por isso, uma comparação exata é difícil. As borboletas são o maior grupo de invertebrados conhecidos e só nesta ilha encontram-se 735 espécies delas, o que corresponde a 4,2% do total mundial, que por sua vez tem 17 500 espécies de borboletas.

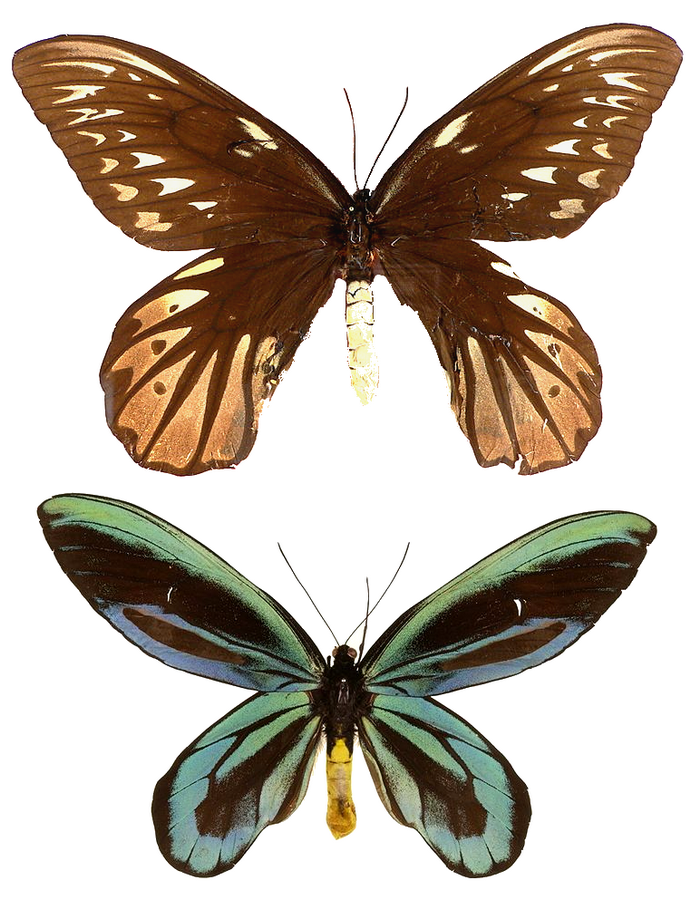
A "Birdwing" Ornithoptera alexandrae Rothschild, 1907, é uma famosa borboleta da Papua-Nova Guiné, por suas fêmeas (acima) serem consideradas as borboletas de maior envergadura do mundo. Abaixo o macho, mais vistoso.
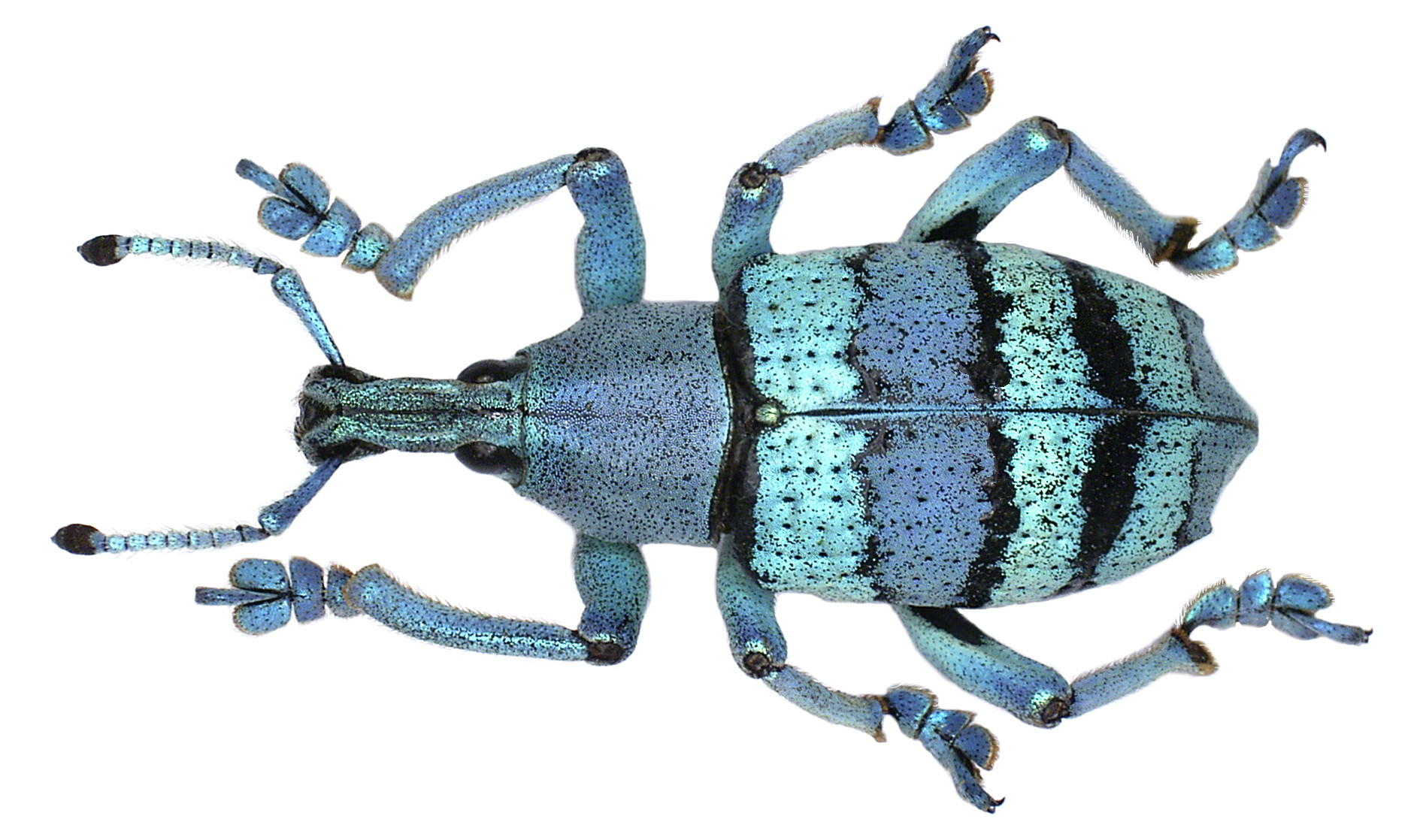
O besouro Curculionidae Eupholus amalulu Porion, 1993, encontrado em Papua-Nova Guiné.
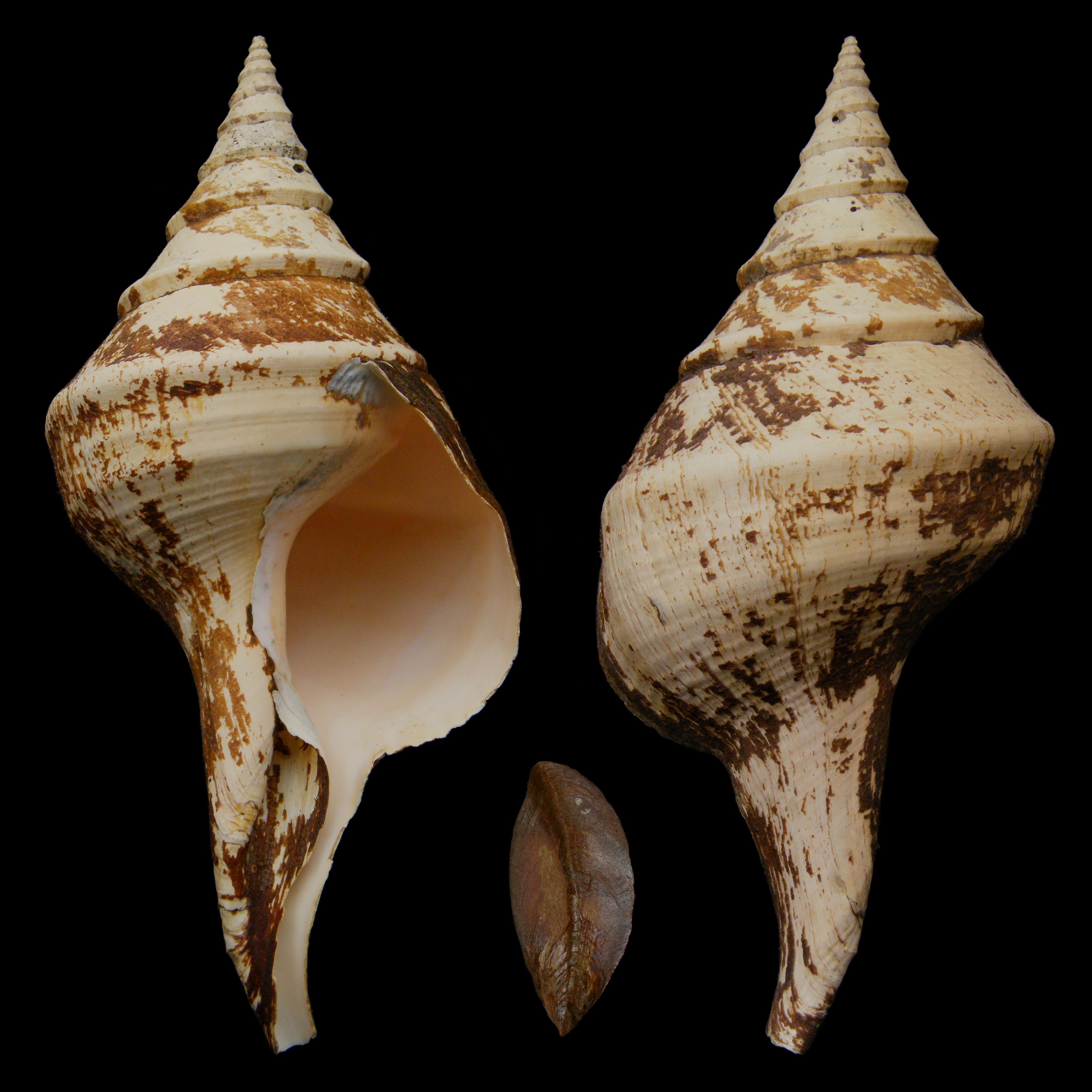
O maior Gastropoda do mundo, Syrinx aruana (Linnaeus, 1758), pode ser encontrado no mar de Arafura, na região sul da Papua Ocidental.
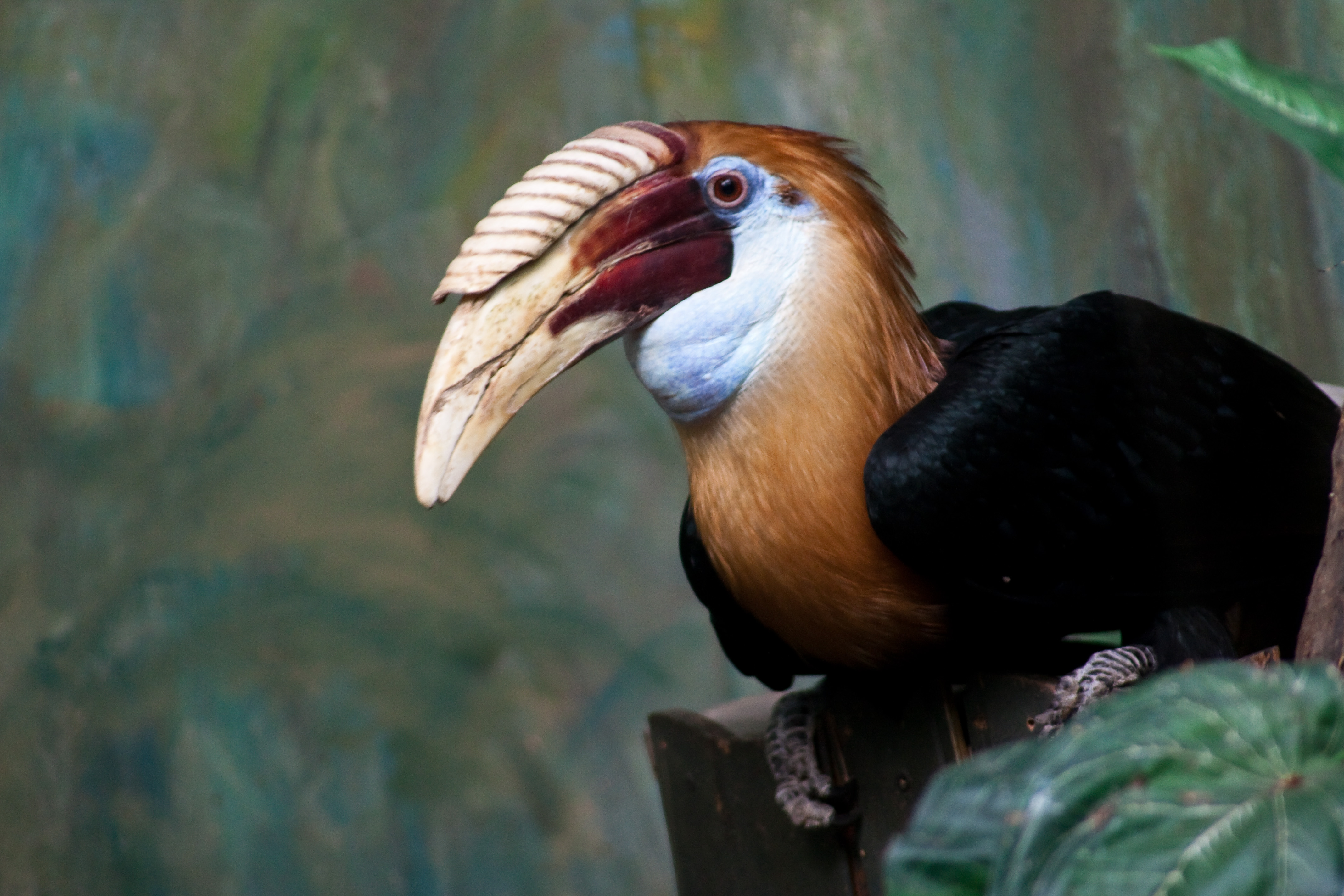
Rhyticeros plicatus Forster, 1781, um calau da Nova Guiné.